# Сивебек, Йон
Йон Си́вебек (дат. John Sivebæk; родился 25 октября 1961 года в Вайле) — датский футболист, защитник. Наиболее известен по выступлениям за датский клуб «Вайле», с которым он выиграл чемпионат Дании в 1984 году, а также за английский «Манчестер Юнайтед». Провёл 87 матчей за национальную сборную Дании, с которой выиграл чемпионат Европы 1992 года.
Его сын, Кристиан Сивебек, также стал профессиональным футболистом.

## Биография
Сивебек начал футбольную карьеру в 1980 году в «Вайле», клубе своего родного города. В 1981 году он помог своей команде выиграть Кубок Дании. В мае 1982 года Йон дебютировал за национальную сборную Дании в товарищеском матче против сборной Швеции. Также он принял участие в чемпионате Европы 1984 года, сыграв в трёх из четырёх матчей сборной Дании на этом турнире.
В 1984 году он помог «Вайле» стать чемпионом Дании. В ноябре 1985 года Сивебек забил свой единственный гол за национальную сборную в матче отборочного турнира к чемпионату мира 1986 года против сборной Ирландии. Зимой 1985 года Сивебек перешёл в английский клуб «Манчестер Юнайтед», в котором уже выступал другой датчанин, Йеспер Ольсен. В ноябре 1986 года Сивебек забил свой первый и единственный гол за «Юнайтед», который также стал первым голом, забитым под руководством нового тренера клуба Алекса Фергюсона. Летом 1986 года датчанин принял участие в чемпионате мира, сыграв в двух из четырёх матчей своей сборной.
В 1987 году Сивебек потерял место в основном составе «Манчестер Юнайтед» и перешёл во французский клуб «Сент-Этьен». Он принял участие в чемпионате Европы 1988 года, на котором сыграл в двух матчах. В 1991 году Сивебек перешёл в другой французский клуб, «Монако». В 1992 году состоялся очередной чемпионат Европы, на котором Дания стала чемпионом. В ноябре этого же года спортсмен принял решение о завершении карьеры за сборную.
Отыграв лишь один сезон в «Монако», Сивебек перешёл в итальянский клуб «Пескара» в 1992 году. В 1994 году он вернулся на родину, где выступал сначала за свой прежний клуб «Вайле», а затем за «Орхус». В 1997 году Йон завершил карьеру игрока, став футбольным агентом. Одним из талантов, обнаруженных им, стал Томас Гравесен.

## Статистика

### Матчи Сивебека за сборную Дании
| Матчи Сивебека за сборную Дании | Матчи Сивебека за сборную Дании | Матчи Сивебека за сборную Дании | Матчи Сивебека за сборную Дании | Матчи Сивебека за сборную Дании | Матчи Сивебека за сборную Дании     |
| ------------------------------- | ------------------------------- | ------------------------------- | ------------------------------- | ------------------------------- | ----------------------------------- |
| №                               | Дата                            | Соперник                        | Счёт                            | Голы Сивебека                   | Соревнование                        |
| 1                               | 5 мая 1982                      | Швеция                          | 1:1                             | —                               | Чемпионат Северной Европы 1981—1983 |
| 2                               | 19 мая 1982                     | Австрия                         | 0:1                             | —                               | Товарищеский матч                   |
| 3                               | 27 мая 1982                     | Бельгия                         | 1:0                             | —                               | Товарищеский матч                   |
| 4                               | 11 августа 1982                 | Финляндия                       | 3:2                             | —                               | Чемпионат Северной Европы 1981—1983 |
| 5                               | 1 сентября 1982                 | Румыния                         | 0:1                             | —                               | Товарищеский матч                   |
| 6                               | 27 октября 1982                 | Чехословакия                    | 1:3                             | —                               | Товарищеский матч                   |
| 7                               | 27 апреля 1983                  | Греция                          | 1:0                             | —                               | Чемпионат Европы 1984 (отбор)       |
| 8                               | 4 мая 1983                      | ГДР                             | 1:2                             | —                               | Олимпийские игры 1984 (отбор)       |
| 9                               | 19 мая 1983                     | Норвегия                        | 2:2                             | —                               | Олимпийские игры 1984 (отбор)       |
| 10                              | 22 июня 1983                    | Финляндия                       | 3:0                             | —                               | Олимпийские игры 1984 (отбор)       |
| 11                              | 17 августа 1983                 | Норвегия                        | 1:1                             | —                               | Олимпийские игры 1984 (отбор)       |
| 12                              | 24 августа 1983                 | Финляндия                       | 0:0                             | —                               | Олимпийские игры 1984 (отбор)       |
| 13                              | 7 сентября 1983                 | Франция                         | 3:1                             | —                               | Товарищеский матч                   |
| 14                              | 5 октября 1983                  | Польша                          | 0:1                             | —                               | Олимпийские игры 1984 (отбор)       |
| 15                              | 14 марта 1984                   | Нидерланды                      | 0:6                             | —                               | Товарищеский матч                   |
| 16                              | 11 апреля 1984                  | Испания                         | 1:2                             | —                               | Товарищеский матч                   |
| 17                              | 18 апреля 1984                  | ГДР                             | 0:4                             | —                               | Олимпийские игры 1984 (отбор)       |
| 18                              | 22 апреля 1984                  | Польша                          | 0:0                             | —                               | Олимпийские игры 1984 (отбор)       |
| 19                              | 16 мая 1984                     | Чехословакия                    | 0:1                             | —                               | Товарищеский матч                   |
| 20                              | 8 июня 1984                     | Болгария                        | 1:1                             | —                               | Товарищеский матч                   |
| 21                              | 16 июня 1984                    | Югославия                       | 5:0                             | —                               | Чемпионат Европы 1984               |
| 22                              | 19 июня 1984                    | Бельгия                         | 3:2                             | —                               | Чемпионат Европы 1984               |
| 23                              | 24 июня 1984                    | Испания                         | 1:1 (4:5 пен.)                  | —                               | Чемпионат Европы 1984               |
| 24                              | 12 сентября 1984                | Австрия                         | 3:1                             | —                               | Товарищеский матч                   |
| 25                              | 17 октября 1984                 | Швейцария                       | 0:1                             | —                               | Чемпионат мира 1986 (отбор)         |
| 26                              | 14 ноября 1984                  | Ирландия                        | 3:0                             | —                               | Чемпионат мира 1986 (отбор)         |
| 27                              | 27 января 1985                  | Гондурас                        | 0:1                             | —                               | Товарищеский матч                   |
| 28                              | 11 сентября 1985                | Швеция                          | 0:3                             | —                               | Товарищеский матч                   |
| 29                              | 25 сентября 1985                | СССР                            | 0:1                             | —                               | Чемпионат мира 1986 (отбор)         |
| 30                              | 9 октября 1985                  | Швейцария                       | 0:0                             | —                               | Чемпионат мира 1986 (отбор)         |
| 31                              | 16 октября 1985                 | Норвегия                        | 5:1                             | —                               | Чемпионат мира 1986 (отбор)         |
| 32                              | 13 ноября 1985                  | Ирландия                        | 4:1                             | 1                               | Чемпионат мира 1986 (отбор)         |
| 33                              | 26 марта 1986                   | Северная Ирландия               | 1:1                             | —                               | Товарищеский матч                   |
| 34                              | 9 апреля 1986                   | Болгария                        | 0:3                             | —                               | Товарищеский матч                   |
| 35                              | 13 мая 1986                     | Норвегия                        | 0:1                             | —                               | Товарищеский матч                   |
| 36                              | 16 мая 1986                     | Польша                          | 1:0                             | —                               | Товарищеский матч                   |
| 37                              | 4 июня 1986                     | Шотландия                       | 1:0                             | —                               | Чемпионат мира 1986                 |
| 38                              | 13 июня 1986                    | ФРГ                             | 2:0                             | —                               | Чемпионат мира 1986                 |
| 39                              | 10 сентября 1986                | ГДР                             | 1:0                             | —                               | Товарищеский матч                   |
| 40                              | 24 сентября 1986                | ФРГ                             | 0:2                             | —                               | Товарищеский матч                   |
| 41                              | 29 октября 1986                 | Финляндия                       | 1:0                             | —                               | Чемпионат Европы 1988 (отбор)       |
| 42                              | 29 апреля 1987                  | Финляндия                       | 1:0                             | —                               | Чемпионат Европы 1988 (отбор)       |
| 43                              | 3 июня 1987                     | Чехословакия                    | 1:1                             | —                               | Чемпионат Европы 1988 (отбор)       |
| 44                              | 26 августа 1987                 | Швеция                          | 0:1                             | —                               | Товарищеский матч                   |
| 45                              | 9 сентября 1987                 | Уэльс                           | 0:1                             | —                               | Чемпионат Европы 1988 (отбор)       |
| 46                              | 14 октября 1987                 | Уэльс                           | 1:0                             | —                               | Чемпионат Европы 1988 (отбор)       |
| 47                              | 27 апреля 1988                  | Австрия                         | 0:1                             | —                               | Товарищеский матч                   |
| 48                              | 10 мая 1988                     | Венгрия                         | 2:2                             | —                               | Товарищеский матч                   |
| 49                              | 1 июня 1988                     | Чехословакия                    | 0:1                             | —                               | Товарищеский матч                   |
| 50                              | 5 июня 1988                     | Бельгия                         | 3:1                             | —                               | Товарищеский матч                   |
| 51                              | 11 июня 1988                    | Испания                         | 2:3                             | —                               | Чемпионат Европы 1988               |
| 52                              | 14 июня 1988                    | ФРГ                             | 0:2                             | —                               | Чемпионат Европы 1988               |
| 53                              | 31 августа 1988                 | Швеция                          | 2:1                             | —                               | Товарищеский матч                   |
| 54                              | 28 сентября 1988                | Исландия                        | 1:0                             | —                               | Товарищеский матч                   |
| 55                              | 19 октября 1988                 | Греция                          | 1:1                             | —                               | Чемпионат мира 1990 (отбор)         |
| 56                              | 2 ноября 1988                   | Болгария                        | 1:1                             | —                               | Чемпионат мира 1990 (отбор)         |
| 57                              | 26 апреля 1989                  | Болгария                        | 2:0                             | —                               | Чемпионат мира 1990 (отбор)         |
| 58                              | 17 мая 1989                     | Греция                          | 7:1                             | —                               | Чемпионат мира 1990 (отбор)         |
| 59                              | 6 сентября 1989                 | Нидерланды                      | 2:2                             | —                               | Товарищеский матч                   |
| 60                              | 11 октября 1989                 | Румыния                         | 3:0                             | —                               | Чемпионат мира 1990 (отбор)         |
| 61                              | 15 ноября 1989                  | Румыния                         | 1:3                             | —                               | Чемпионат мира 1990 (отбор)         |
| 62                              | 15 мая 1990                     | Англия                          | 0:1                             | —                               | Товарищеский матч                   |
| 63                              | 30 мая 1990                     | ФРГ                             | 0:1                             | —                               | Товарищеский матч                   |
| 64                              | 6 июня 1990                     | Норвегия                        | 2:1                             | —                               | Товарищеский матч                   |
| 65                              | 5 сентября 1990                 | Швеция                          | 1:0                             | —                               | Товарищеский матч                   |
| 66                              | 11 сентября 1990                | Уэльс                           | 1:0                             | —                               | Товарищеский матч                   |
| 67                              | 10 октября 1990                 | Фарерские острова               | 4:1                             | —                               | Чемпионат Европы 1992 (отбор)       |
| 68                              | 17 октября 1990                 | Северная Ирландия               | 1:1                             | —                               | Чемпионат Европы 1992 (отбор)       |
| 69                              | 14 ноября 1990                  | Югославия                       | 0:2                             | —                               | Чемпионат Европы 1992 (отбор)       |
| 70                              | 9 апреля 1991                   | Болгария                        | 1:1                             | —                               | Товарищеский матч                   |
| 71                              | 1 мая 1991                      | Югославия                       | 2:1                             | —                               | Чемпионат Европы 1992 (отбор)       |
| 72                              | 4 сентября 1991                 | Исландия                        | 0:0                             | —                               | Товарищеский матч                   |
| 73                              | 25 сентября 1991                | Фарерские острова               | 4:0                             | —                               | Чемпионат Европы 1992 (отбор)       |
| 74                              | 9 октября 1991                  | Австрия                         | 3:0                             | —                               | Чемпионат Европы 1992 (отбор)       |
| 75                              | 13 ноября 1991                  | Северная Ирландия               | 2:1                             | —                               | Чемпионат Европы 1992 (отбор)       |
| 76                              | 29 апреля 1992                  | Норвегия                        | 1:0                             | —                               | Товарищеский матч                   |
| 77                              | 3 июня 1992                     | СНГ                             | 1:1                             | —                               | Товарищеский матч                   |
| 78                              | 11 июня 1992                    | Англия                          | 0:0                             | —                               | Чемпионат Европы 1992               |
| 79                              | 14 июня 1992                    | Швеция                          | 0:1                             | —                               | Чемпионат Европы 1992               |
| 80                              | 17 июня 1992                    | Франция                         | 2:1                             | —                               | Чемпионат Европы 1992               |
| 81                              | 22 июня 1992                    | Нидерланды                      | 2:2 (5:4 пен.)                  | —                               | Чемпионат Европы 1992               |
| 82                              | 26 июня 1992                    | Германия                        | 2:0                             | —                               | Чемпионат Европы 1992               |
| 83                              | 26 августа 1992                 | Латвия                          | 0:0                             | —                               | Чемпионат мира 1994 (отбор)         |
| 84                              | 9 сентября 1992                 | Германия                        | 1:2                             | —                               | Товарищеский матч                   |
| 85                              | 23 сентября 1992                | Литва                           | 0:0                             | —                               | Чемпионат мира 1994 (отбор)         |
| 86                              | 14 октября 1992                 | Ирландия                        | 0:0                             | —                               | Чемпионат мира 1994 (отбор)         |
| 87                              | 18 ноября 1992                  | Северная Ирландия               | 1:0                             | —                               | Чемпионат мира 1994 (отбор)         |

Итого: 87 матчей / 1 гол; 36 побед, 21 ничья, 30 поражений.

## Достижения
- Обладатель Кубка Дании (1981)
- Чемпион Дании: 1984
- Чемпион Европы (1992)